# Carl Friedrich Ulrich von Ahlefeldt
Carl Friedrich Ulrich von Ahlefeldt von Dehn (* 30. März 1750; † 3. März 1829 in Itzehoe) war Baron von Dehn auf Ludwigsburg, Geheimer Konferenzrat, Amtmann von Steinburg und Träger vom Großkreuz des Danebrog-Ordens.

## Leben

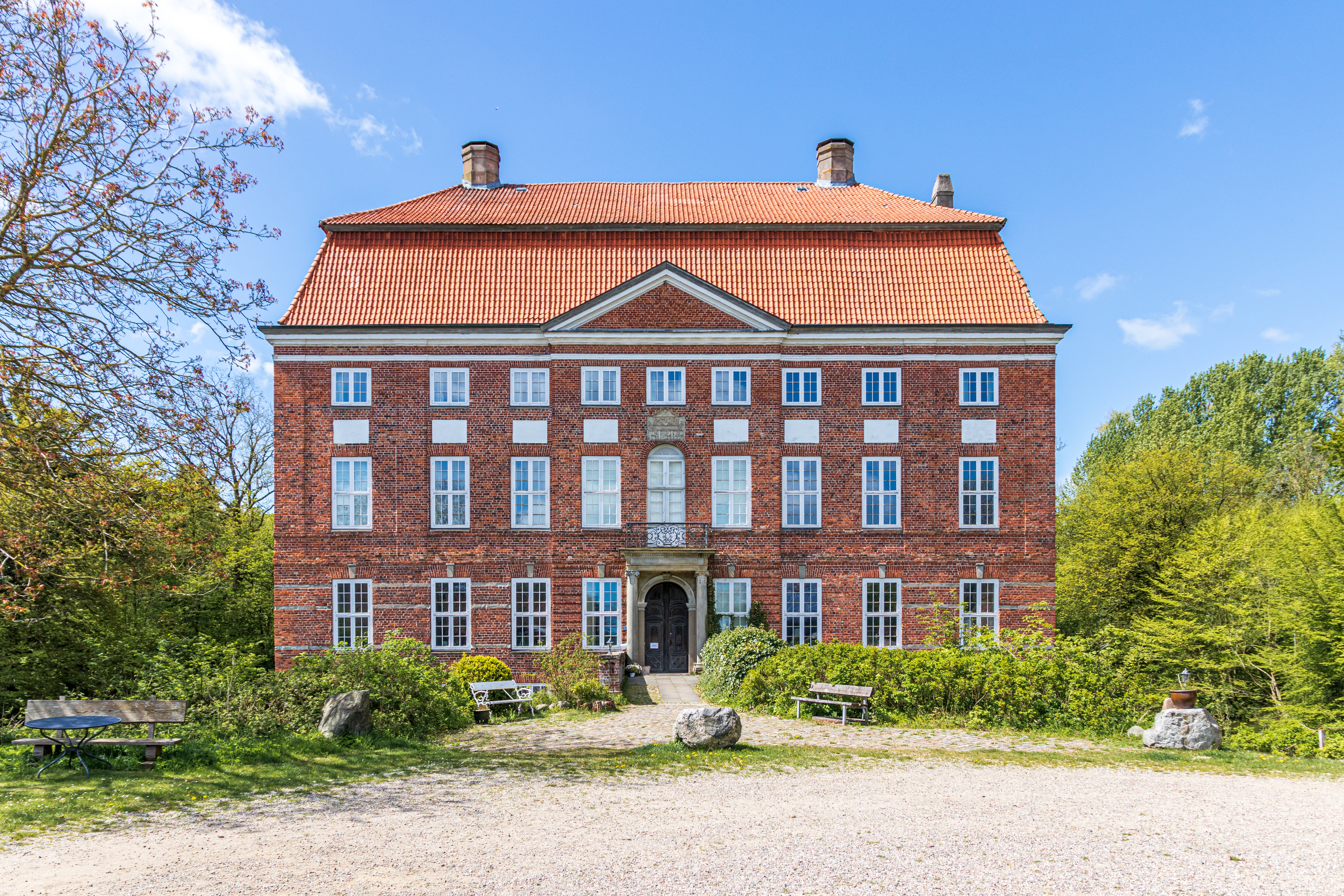
Gut Ludwigsburg

Carl Friedrich Ulrich von Ahlefeldt heiratete am 10. Mai 1776 Sophie Charlotte Friederike Baronesse von Dehn (1759–1813), die älteste Tochter des Diplomaten und Kammerherrn Johann Friedrich Baron von Dehn und der Louise Anna von Praun. Sie erbte von ihrem Onkel, dem Statthalter in Holstein, Friedrich Ludwig Lehnsgrafen von Dehn, das Gut Ludwigsburg (als Fideicommiss). Carl Friedrich Ulrich von Ahlefeldt musste den Namen von Ahlefeldt Baron von Dehn annehmen und erhielt seine Erhebung in den dänischen Barons-Stand nach dem Rechte der Erstgeburt am 25. Juli 1783. Carl Friedrich Ulrich von Ahlefeldt starb am 3. März 1829 in Itzehoe.
Carl hatte mit seiner Frau zwei Söhne:
- Friedrich (1777–1830)

⚭ 1806 Friederike Freiin von Grote (1777–1811)
⚭ 1814 Caroline von Plüskow (1789–1819)
- Cai (1780–1834) ⚭ 1809 Johanna von Heinen (1791–1866)